# Сибірцево
Сибі'рцево (рос. Сибирцево, до 1972 — Манзівка (рос. Манзовка)) — смт в Чернігівському районі Приморського краю. Належить до поселень Зеленого Клину.
Населення, згідно з переписом 2002 року, склало 9451 осіб, а на 1 січня 2009 року воно становило 8604 чоловіка. За населенням Сибірцево в районі поступається лише райцентру - селу Чернігівка.
Клімат в селищі, як у всьому центрі Примор'я, різко континентальний - тепле літо (25-30°С) і холодна зима (близько −18 °C).

## Історія
До 1972 року селище називалося Манзівка. На хвилі перейменувань китайських назв, селище було перейменовано на честь революціонера Всеволода Сибірцева.
Статус селища міського типу - з 1944 року.

## Економіка і транспорт
Сибірцева - найбільша вузлова станція району, знаходиться на Транссибі, від неї відходять залізничні гілки на Турій Ріг та Новочугуївку.
У селищі знаходяться підприємства залізничного транспорту, щебеневий завод, комбінат будівельної індустрії, ливарний завод.